# BtoB (groupe)
Pour les articles homonymes, voir BtoB.
BtoB (coréen : 비투비) (stylisé : BTOB, acronyme de Born to Beat) est un boys band sud-coréen de K-pop. Formé en 2012 par Cube Entertainment, le groupe est composé de sept membres : Eunkwang, Hyunsik, Sungjae, Minhyuk, Changsub, Peniel et Ilhoon. Ce dernier quittera le groupe en 2020 après une polémique.
Leur slogan est : « Born to impress the listeners of the world with music » que l'on pourrait traduire par : « Nés pour impressionner les auditeurs du monde entier avec notre musique ».
En 2023, BtoB quitte Cube Entertainment après 11 ans de relation. Le groupe fonde ensuite son propre label, BTOB Company, une filiale de DOD Entertainment.

## Histoire

### Origines et débuts
Ils sont stagiaires au sein de Cube Entertainment pendant plusieurs années. Quatre d’entre eux (Eunkwang, Minhyuk, Ilhoon et Hyunsik) ainsi que Lee Minwoo participent au drama I Live in Cheongdam-dong. Ils avaient été choisis pour former le groupe mais Lee Minwoo est évincé pour problèmes de santé. Il fait maintenant partie du groupe C-Clown, qui s'est séparé en 2015. Le 14 mars 2012, l'agence met en ligne un teaser vidéo présentant les 7 membres.
Le 21 mars 2012, les morceaux de Insane et Imagine ainsi que le clip de Insane sont dévoilés. Ils tiennent leur premier showcase le 21 mars et donnent leur première performance au M! Countdown le 22. Le 2 avril 2012, leur premier EP, Born to Beat, coécrit avec Jörgen Elofsson, est révélé. Les titres Insane et Imagine, disponibles en tant que single, sont également présents dans ce mini-album.
Le 2 mai 2012, les BTOB dévoilent leur second single Father. Le lendemain, le clip vidéo, puis une version spéciale le 11 mai sont dévoilées. Le 22 mai 2012, le clip vidéo de Irresistible Lips est mis en ligne. Le 4 septembre 2012, l'agence du groupe a annoncé le retour des BTOB avec un deuxième mini-album, Press Play. Press Play est décrit comme étant une composition « new jack swing », le courant musical qui révèle avant le style RnB au début des années 1990. Un teaser vidéo du titre phare, WOW, est mis en ligne le 6 septembre. Les photos teasers, quant à elles, montrent un concept plutôt urbain et coloré. Le clip vidéo de WOW ainsi que les audios des autres pistes sont révélées le 12 septembre. Le lendemain, le groupe tient sa première performance pour WOW au M! Countdown. La version dance de WOW est dévoilée le 18 septembre. Ce même jour, il est annoncé le lancement des promotions du titre I Didn't Know About Love, titre également présent sur le mini-album. Le clip de cette chanson est révélé le 23 septembre, sous le titre de Lover Boy.

### Second Confession(2013–2019)
En avril 2013, BTOB annonce son retour pour le 10 avril 2013 avec un single numérique intitulé Second Confession. Après une photo teaser du groupe, puis une vidéo mettant en scène Minhyuk, le groupe met en ligne le clip vidéo le 11 avril. Quelques jours plus tard, le 17 avril, une version « pyjama » est mise en ligne.

### Depuis 2020
Le 7 avril 2020, Eunkwang termine son service militaire. Hyunsik et Sungjae s'enrôlent ensuite pour l'armée le 11 mai. Le 31 décembre 2020, avant le nouvel an, un communiqué a été fait par l’agence Cube Entertainment pour annoncer une terrible nouvelle qui va toucher le groupe BtoB et les fans, Ilhoon quitte le groupe à cause d'une rumeur qui dit qu’il consommait de la drogue. Désormais, BtoB ne forme plus un groupe de 7 mais un groupe de 6 garçons.

## Membres
| Nom de scène | Nom de scène | Nom de naissance | Nom de naissance | Date de naissance | Nationalité  | Position                                                                        |
| Romanisé     | Coréen       | Romanisé         | Coréen           | Date de naissance | Nationalité  | Position                                                                        |
| ------------ | ------------ | ---------------- | ---------------- | ----------------- | ------------ | ------------------------------------------------------------------------------- |
| Eunkwang     | 은광         | Seo Eunkwang     | 서은광           | 22 novembre 1990  | Sud-coréenne | Leader, chanteur principal, danseur, hyung (le plus vieux)                      |
| Minhyuk      | 민혁         | Lee Minhyuk      | 이민혁           | 29 novembre 1990  | Sud-coréenne | Rappeur principal, chanteur, danseur, visuel                                    |
| Changsub     | 창섭         | Lee Changsub     | 이창섭           | 26 février 1991   | Sud-coréenne | Chanteur secondaire, danseur                                                    |
| Hyunsik      | 현식         | Im Hyunsik       | 임현식           | 7 mars 1992       | Sud-coréenne | Danseur principal, chanteur secondaire                                          |
| Peniel       | 프니엘       | Shin Donggeun    | 신동근           | 10 mars 1993      | Américaine   | Danseur secondaire, rappeur, chanteur                                           |
| Sungjae      | 성재         | Yook Sungjae     | 육성재           | 2 mai 1995        | Sud-coréenne | Chanteur secondaire, rappeur, danseur, visage du groupe, maknae (le plus jeune) |

### Anciens membres
| Nom de scène | Nom de scène | Nom de naissance | Nom de naissance | Date de naissance | Nationalité  | Position                              | Date de départ   |
| Romanisé     | Coréen       | Romanisé         | Coréen           | Date de naissance | Nationalité  | Position                              | Date de départ   |
| ------------ | ------------ | ---------------- | ---------------- | ----------------- | ------------ | ------------------------------------- | ---------------- |
| Ilhoon       | 일훈         | Jung Ilhoon      | 정일훈           | 4 octobre 1994    | Sud-coréenne | Rappeur secondaire, chanteur, danseur | 31 décembre 2020 |

## Discographie

### Albums studio
- 2015 : Complete
- 2016 : 24/7 (Japon)
- 2017 : Brother Act.
- 2022 : Be Together

### EP
- 2012 : Born to Beat
- 2012 : Press Play
- 2013 : Thriller
- 2014 : Beep Beep
- 2014 : Move
- 2014 : The Winter's Tale
- 2015 : I Mean
- 2016 : Remember That
- 2016 : New Men
- 2017 : Feel'eM
- 2018 : This Is Us
- 2018 : Hour Moment
- 2021 : 4U: Outside
- 2021 : Outsider (Japon)
- 2023 : Wish and Wish

## Apparitions télévisées et radio
Minhyuk et Sungjae deviennent présentateurs permanents de SBS MTV The Show, saison 2. En avril 2012, le groupe participe à 5 épisodes de MNET Wide BTOB Amazone ; émission qui s'est conclue par un concert au Lotte World. Le 10 avril, ils participent à l'émission de radio MBC younha starry night. Le 15 avril, ils participent à l'émission Shindong's talent shimshim tapa. Le 8 mai, ils participent à un évènement spécial intitulé jour des parents. Eunkwang devient présentateur permanent de Studio C avec les Mighty Mouse. Les BTOB tournent leur propre émission de télé réalité : SBS MTV Diary BTOB,. Lors d'une ces émissions, Jung Ilhoon exécute en 2012 une séquence de gestes qui devient rarement un mème internet et donnera lieu à une chanson gwiyomi song par la chanteuse Hari (en). Il est prévu que d'autres nouveaux artistes tels que MYNAME, JJ Project ou encore VIXX y fassent une apparition. Une nouvelle version de cette émission sera diffusée à partir du 4 décembre 2012, qui s'intitule B+ Diary. Eunkwang et Minhyuk participent à l'émission Let's Go Dream diffusée le 26 août en Corée du Sud. Ils sonnt accompagnés des Beast. Minhyuk participe à la deuxième saison de The Romantic and Idol. À partir du 1er avril 2013, Peniel anime l'émission Pops In Seoul sur la chaîne Arirang TV, remplaçant Daniel des DMTN.

## Concerts
Les BTOB participent au Music Matters 2012 à Singapour en mai 2012 avec Tiger JK et Yoon Mirae. Ils ont tenu un showcase à Jakarta en juin 2012. Ils étaient présents au Kdream Live Tokyo Dome au Japon, aux côtés des Boyfriend, Infinite, NU'EST et Supernova en août 2012. Ils ont également participé au Hallyu Dream Concert en septembre 2012 à Gyongju .
Le 29 juin 2013, BtoB se tiendra aux côtés du chanteur solo K.Will et du groupe 2AM pour le concert Boys to Man à l'université de Kyung Hee à Séoul.